# Ермолаевский сельсовет (Новосибирская область)
Ермолаевский сельсовет — сельское поселение в Убинском районе Новосибирской области Российской Федерации.
Административный центр — село Ермолаевка.

## История
Статус и границы сельского поселения установлены Законом Новосибирской области от 2 июня 2004 года № 200-ОЗ «О статусе и границах муниципальных образований Новосибирской области»

## Население
| 2002 | 2010 | 2012 | 2013 | 2014 | 2015 | 2016 |
| ---- | ---- | ---- | ---- | ---- | ---- | ---- |
| 505  | ↘456 | ↘442 | ↘435 | ↘429 | ↘417 | ↘412 |
| 2017 | 2018 | 2019 | 2020 | 2021 |      |      |
| ↘408 | ↘403 | ↗406 | ↘395 | ↘383 |      |      |

## Состав сельского поселения
| № | Населённый пункт | Тип населённого пункта       | Население |
| - | ---------------- | ---------------------------- | --------- |
| 1 | Ермолаевка       | село, административный центр | ↘267      |
| 2 | Московка         | посёлок                      | ↘97       |
| 3 | Орловка          | посёлок                      | ↘92       |